# Eugène Murer (Renoir)
Eugène Murer es una pintura al óleo sobre lienzo del artista francés, Pierre-Auguste Renoir creada en 1877. 

## Descripción
Es un retrato del pastelero, artista, escritor, coleccionista y patrocinador Hyacinthe-Eugène Meunier (1841-1906), conocido popularmente como Eugène Murer. La pintura fue adquirida por el Museo Metropolitano de Arte en 2002. Este retrato de Eugène es una de las cuatro pinturas de la familia Murer realizadas por Renoir, incluidas dos de la media hermana de Eugène, Marie (Retrato de Mademoiselle Marie Murer) y una de su hijo Paul (Retrato de Paul Meunier). Murer fue uno de los mayores partidarios del arte impresionista en la década de 1870, pero pagó precios bajos por sus obras; se estima que Renoir recibió 100 francos por cada retrato que compró Murer.